# (9674) Slovenija
(9674) Slovenija est un astéroïde de la ceinture principale.

## Description
(9674) Slovenija est un astéroïde de la ceinture principale. Il fut découvert le 23 août 1998 à Črni Vrh par l'observatoire de Črni Vrh. Il présente une orbite caractérisée par un demi-grand axe de 2,57 UA, une excentricité de 0,13 et une inclinaison de 8,5° par rapport à l'écliptique.

## Compléments